# San Antonio (departement van Jujuy)
San Antonio is een departement in de Argentijnse provincie Jujuy. Het departement (Spaans:  departamento) heeft een oppervlakte van 690 km² en telt 3.698 inwoners.

## Plaatsen in departement San Antonio
- El Ceibal
- Loteo Navea
- San Antonio